# 155 mm haubica mle 1915
Canon de 155 C modèle 1915 St. Chamond – francuska haubica zaprojektowana podczas I wojny światowej.
Haubica mle 1915 powstała na początku I wojny światowej w przedsiębiorstwie FAMH w Saint-Chamond. Konstrukcyjnie wywodziła się z projektu ciężkiej haubicy kal. 150 mm przygotowanego przed I wojną światową w firmie FAMH na zamówienie rządu Meksyku. Projekt ten zademonstrowano w roku 1911 władzom meksykańskim, jednak ostatecznie nie doszło do podpisania kontraktu. Armia francuska również początkowo nie była zainteresowana tym projektem. Sytuacja zmieniła się po wybuchu I wojny światowej. Realia wojny pozycyjnej spowodowały zmianę nastawienia dowódców francuskich, którzy wysnuli potrzebę posiadania działa stromotorowego o lepszym zasięgu i lepszej szybkostrzelności niż posiadane do tej pory haubice mle 1904.
W roku 1915 armia francuska w trybie doraźnym zamówiła 400 egzemplarzy tych dział, tak aby wypełnić lukę w posiadanej broni stromotorowej. Z powodu opóźnień produkcyjnych dostawy pierwszych dział nastąpiły dopiero jesienią 1916. Po zrealizowaniu tego zamówienia zrezygnowano z dalszej produkcji, a podstawowym typem haubicy kal. 155 mm we francuskiej armii stała się wprowadzona w roku 1917 haubica mle 1917.